# Ödeby landskommun
Ödeby landskommun var en tidigare kommun i Örebro län.

## Administrativ historik
Den inrättades i Ödeby socken i Glanshammars härad när 1862 års kommunalförordningar trädde i kraft den 1 januari 1863. Landskommunens första ordförande i kommunalstämman och kommunalnämnden var friherre Viktor von Düben.
Vid kommunreformen 1952 gick den upp i Glanshammars landskommun. Området tillhör sedan 1974 Örebro kommun.

## Demografi
År 1865 hade Ödeby landskommun cirka 400 invånare, vilka till största del sysselsatte sig med boskapsskötsel och åkerbruk.

## Politik

### Lista över Ödeby kommunalstämma och kommunalnämnds ordförande
| Namn                      | Från | Till | Noter       |
| ------------------------- | ---- | ---- | ----------- |
| Viktor von Düben          | 1862 | 1867 | [ 1 ] [ 5 ] |
| Jakob Henning Lallerstedt | 1875 | 1905 | [ 6 ]       |
| Fahlén                    | 1905 |      |             |